# Eumops trumbulli
Eumops trumbulli es una especie de murciélago de la familia Molossidae.

## Distribución geográfica
Se encuentra en Venezuela, Colombia, Guayana Surinam Guayana Francesa, Brasil y Bolivia.